# ノヴォチェルカッスク
座標: 北緯47度25分 東経40度5分 / 北緯47.417度 東経40.083度

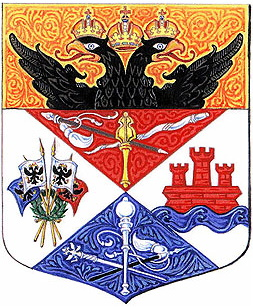
ノヴォチェルカースク市の紋章

ノヴォチェルカッスク（ノヴォチェルカースク、ロシア語: Новочерка́сск, Novocherkassk）は、ロシア南部のロストフ州にある産業都市。かつてはドン・コサック軍の首都であった。人口は16万3674人（2021年時点）。
州都ロストフ・ナ・ドヌの30キロメートル北東で、トゥズロフ川の右岸、アクサイ川が合流するところにあり、三方を川で囲まれている。モスクワとノヴォロシースクを結ぶ高速道路M4、およびモスクワ＝ロストフ・ナ・ドヌ＝ソチを結ぶ鉄道も通る。

## 歴史

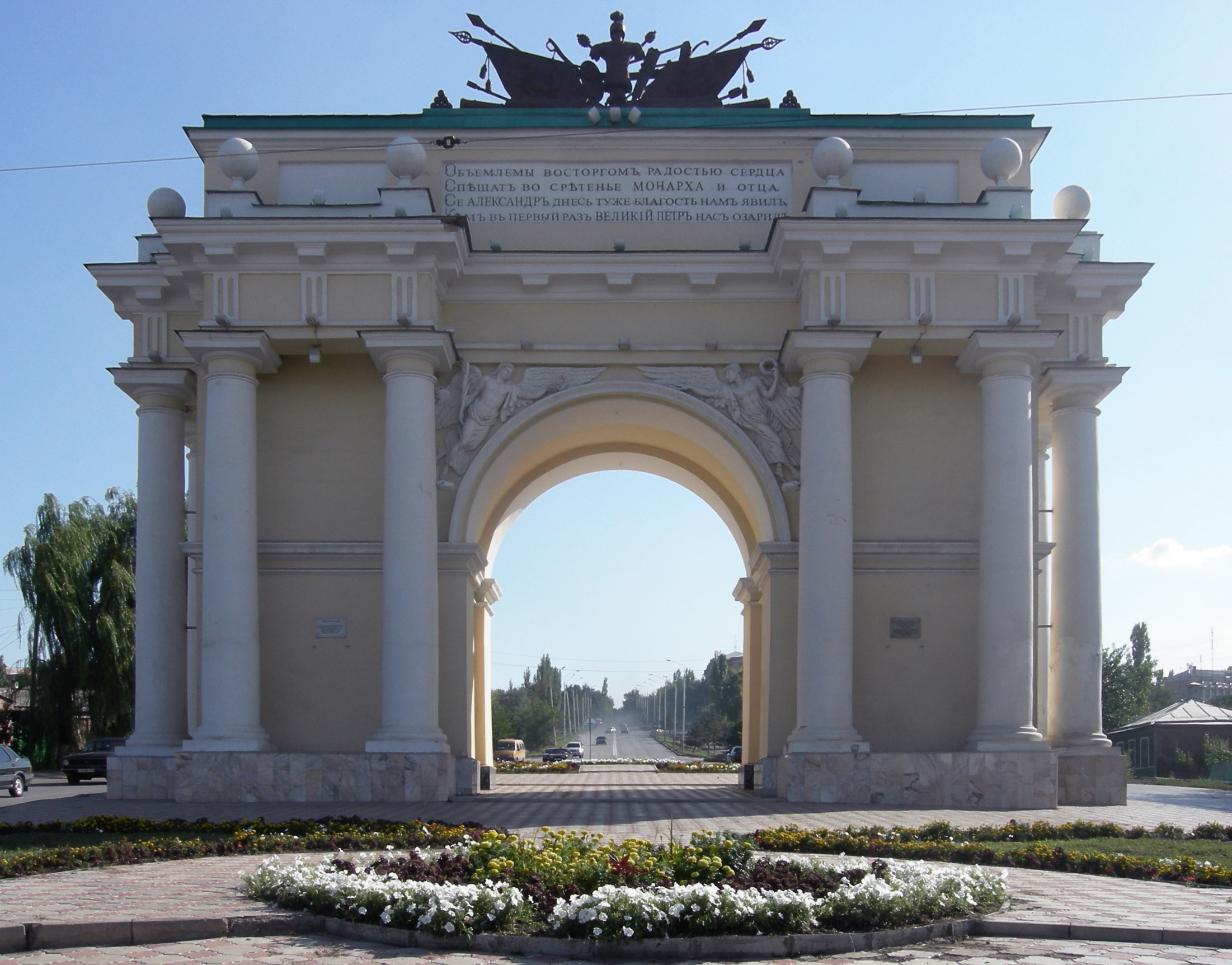
市内へ向かう通りには、ナポレオンに対するコサックの勝利を記念する凱旋門がある

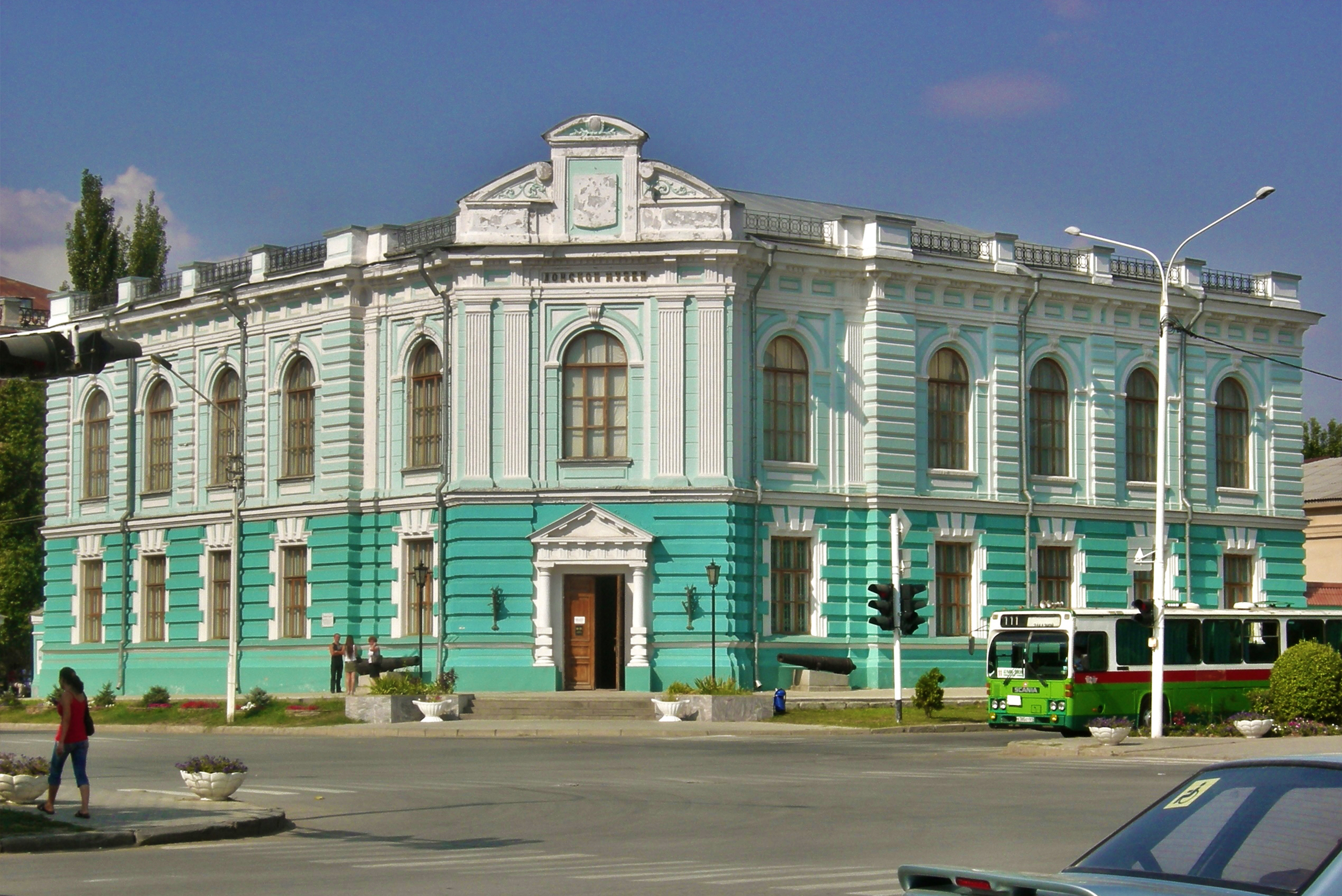
コサック博物館

ノヴォチェルカッスクは1805年、ナポレオン戦争でドン・コサックを率いて戦ったロシア帝国の将軍でアタマン（首領）のマトヴェイ・プラートフによって、ドン軍管州の行政中心地として建設された。当時の中心地であったチェルカッスク（現在のスタロチェルカッスカヤの村）はドン川の洪水に何度も苦しめられたため、住民は町を放棄せざるをえず移転先を求めていた。
ノヴォチェルカッスクは、ロシア帝国内で大幅な自治を認められたドン・コサックの首都かつ最大の街として栄え、ドン・コサックのアタマンの宮殿、政府、裁判所などが所在した。1882年には37,091人の住民がおり、11の聖堂、高校と女子高、劇場、孤児院、病院などが存在した。ノヴォチェルカッスクには大きな市が立ち、穀物・ワイン・材木などの交易の中心地でもあった。また、レンガ、小麦粉、ワイン醸造などの産業も19世紀末までには立ち上がった。ノヴォチェルカッスクには正教会の大主教区があり、1904年には大聖堂が建てられた。また、マトヴェイ・プラトフやイェルマーク・チモフェーヴィチの銅像なども建てられた。
ロシア革命後のロシア内戦では、ノヴォチェルカッスクははじめ臨時政府からドン軍管州を独立させたアタマン・アレクセイ・カレージンの指揮下にあり、ウクライナ人民共和国との統合を志向したドン・コサックの強固な拠点であった。その後、ドン軍にかわってラーヴル・コルニーロフやミハイル・アレクセーエフがロシア系の義勇軍を編成し、ノヴォチェルカッスクをその根拠地とした。赤軍がノヴォチェルカッスクから白軍を追放したのは1920年1月7日のことになる。
第二次世界大戦では、1942年7月24日にドイツ国防軍がノヴォチェルカッスクを陥落させ、1943年2月13日まで占領していた。
1962年6月には、食糧不足や労働条件の悪さに端を発した市民の暴動が起こった。機関車工場でのストライキに始まり、労働者らがフルシチョフ第一書記の肖像などを焼いて賃料や配給の増加を求め、翌日には工場から市街地へと蜂起が拡大し、市党委員会などへ市民が乱入する騒ぎになった。これはソビエト連邦下で起こった最大級の労働者蜂起であった。しかし、ソ連軍によりデモ隊に対する射撃が行われるなど、乱暴に鎮圧され多数の死者を出した（ノヴォチェルカッスク虐殺）。
2005年には町の創立から200周年を記念して、内戦時の赤コサック軍と白コサック軍の和解に捧げられた記念碑がたてられ、除幕式にはロマノフ家からも出席者があった。

## 文化、名所

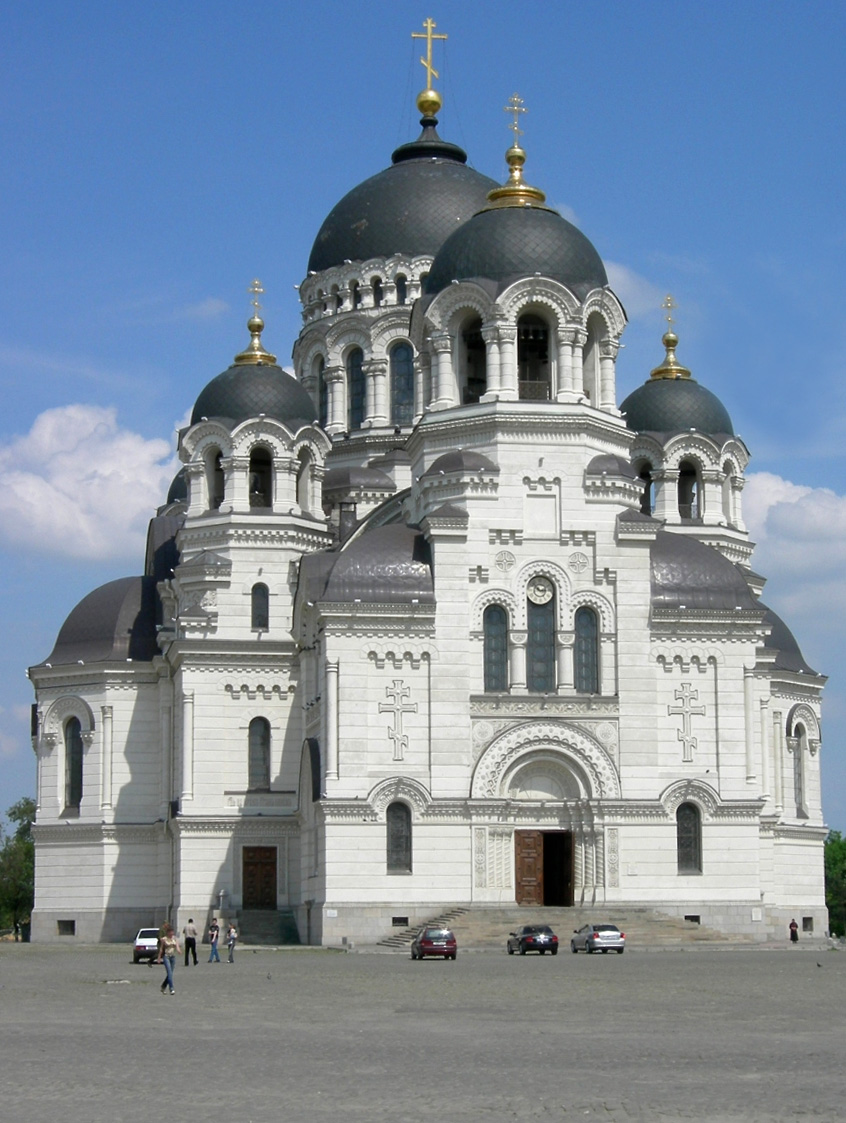
ノヴォチェルカッスク大聖堂（ヴォズネセンスキー聖堂）

町の最も高いところには、1890年から1905年にかけて建てられた大聖堂がある。これはロシア南部でも最初のコンクリート造による大規模な建築物であった。大聖堂前の広場にはイヴァン4世（雷帝）の命令でシベリア征服へ向かったコサックの首領イェルマークの銅像がある。
ノヴォチェルカッスクにあったアタマンの宮殿は今も市内に建っている。
ナポレオン戦争の後期に起こったライプツィヒの戦い（諸国民の戦い）でフランス軍と戦ったコサック軍が1814年に凱旋するのを記念して、当時の市長が建てた2つの凱旋門も現存している。

## 産業
ノヴォチェルカッスクの最も大きな企業は機関車工場NEVZ（НЭВЗ）であり、2006年には9,900人の従業員を雇って、年に260台の電気機関車やディーゼル機関車などを生産した。また、グラファイト工場も町の大きな企業である。加えて家具工場、食品工場など大きな工場が拠点を置いている。

## 教育

ノヴォチェルカッスクの旗

ノヴォチェルカッスクには多くの大学や研究機関が立地している。その中でも有名なものに、南ロシア工科大学、軍電気通信大学、土地改良アカデミーなどがある。

## 出身者
- アレクサンドル・レベジ - 軍人・政治家
- ユーリ・セディフ - 陸上選手
- ユリア・グシチナ - 陸上選手

## 姉妹都市
- イーザーローン（ドイツ）
- La Valette（フランス）
- クロンシュタット（ロシア）
- スレムスキ・カルロヴツィ（セルビア）